# 三好野本店
株式会社三好野本店（みよしのほんてん）は岡山県岡山市中区に本社を構える弁当や惣菜などを製造する会社である。天満屋ストアの100％子会社。

## 概要
駅弁などの弁当製造からサービスエリアの経営まで幅広い事業を展開している。
現社長の若林昭吾は、岡山商工会議所副会頭など地元の各種団体の要職を歴任する一方、「若さま」の愛称で地元民放局の番組でレギュラー出演し、明るい性格で得意の駄洒落を披露するなどしている。
2022年7月29日付で、天満屋ストアがおかやま活性化ファンド投資事業有限責任組合から全株式を7億500万円で取得し、三好野本店は天満屋ストアの完全子会社となった。

## 沿革
- 1781年（天明元年） - 三好野の前身の米問屋「藤屋」が岡山の西大寺で創業。
- 1874年（明治07年） - 岡山市天瀬、高級旅館「三好野」を始める
- 1891年（明治24年） - 山陽鉄道敷設に協力したことにより、岡山駅開業と同時に駅構内の支度所の運営を任される。4月に山陽鉄道が倉敷駅まで延長されたのを機に、駅弁の販売を始めた。
- 1901年（明治34年） - 岡山駅プラットホームの北側に洋館2階建ての支度所を開業。
- 1919年（大正08年） - 「合資会社三好野」を設立。
- 1937年（昭和12年） - 株式会社に改組。
- 1958年（昭和33年）12月 - 岡山駅前に弁当工場、レストラン・喫茶・宴会場・結婚式場を備えた「三好野会館」（旧本社）を建設。当時としては珍しい自動ドアも取り付けられていた。
- 1959年（昭和34年） - 屋上にビヤガーデンをオープン。本格的なビヤガーデンとして、西日本で第1号。
- 1963年（昭和38年） - 「祭ずし」を発売。
- 1970年（昭和45年）12月 - 岡山市青江に結婚式場・宴会場・レストラン・喫茶などを持つ「ニューみよしの」を建設。弁当折詰製造工場を移転（現存せず）。
- 1974年（昭和49年）
  - 倉敷市に「くらしきミヨシノ」を開設。
  - 12月 - 中国自動車道勝央サービスエリア下り線にサービスエリアの営業を始める。
- 1978年（昭和53年）10月 - 中国自動車道七塚原サービスエリア下り線にサービスエリアの営業を始める。
- 1980年（昭和55年） - 岡山県勝田郡に三好野本店勝央工場を建設。
- 1990年（平成2年）
  - 広島市アルパークに和風レストラン「HAL」を開店。
  - 6月 - 岡山県総合グラウンド内にレストラン「キューティパィ・カフェ」を開店。
- 1993年（平成5年） - 岡山空港内に展望レストラン「ミヨシノ岡山空港店」を開店。
- 1995年（平成7年）
  - 1月17日 - 阪神・淡路大震災発生時は、神戸市役所民政局の依頼により、翌18日朝7時まで弁当約九千個を製造し、同じ岡山市にある岡南飛行場より自衛隊のヘリコプターで納入。
  - 1月18日 - 自力でトラック輸送した物を含め、合計21,500食を神戸市に供給。その後も避難所や民間の病院を中心に供給を続けた。
  - 12月 - 米子自動車道蒜山高原サービスエリア上り線にサービスエリアの営業を始める。
- 1997年（平成9年） - JR西日本倉敷駅に駅弁の売店を開店。
- 2001年（平成13年）7月 - 岡山市中区桑野に「おかやまミヨシノお弁当工房」「オフィスセンター」を建設して、岡山市青江より移転。
- 2011年（平成23年） - 主に女性向けのオフィス宅配ランチ「おべんとDeli」を始める。
- 2013年（平成25年） - （現在の）三好野本店に事業を譲渡した後に、商号を山陽デリカサービス（東京都国分寺市光町）に変更し、本店を岡山市から国分寺市に移転させる。
- 2014年（平成26年）
  - 4月1日 - 岡山第二合同庁舎（中国四国農政局等）のレストランの営業を始める。
  - 5月15日 - 事業を譲渡した山陽デリカサービスが、東京地裁立川支部によって特別清算開始決定を受ける。[3]。
  - 6月21日 - 高松駅弁の会社解散により、JR四国高松駅の駅弁の製造を受託（JR四国子会社のステーションクリエイト東四国が販売）[4]。
  - 7月1日 - 中国自動車道七塚原サービスエリア上り線にサービスエリアの営業を始める。
  - 9月1日 - 津山市・新見市・玉野市とタイアップし、地域特産駅弁シリーズ3種を同時発売する。
  - 12月5日 - 岡山駅前に開店したイオンモール岡山内の「タカシマヤ　フードメゾン」に、お弁当店（edesse）と蒜山スイーツ店（desser）を開店する。
- 2015年（平成27年） 4月 - 新大阪駅エキマルシェの「旅弁当にぎわい」で岡山駅弁の販売が始まる。
- 2016年（平成28年）
  - 3月31日 - えきまえミヨシノ閉館。
  - 4月1日 - 中国自動車道勝央サービスエリア上り線にサービスエリアの営業を始める。
- 2017年（平成29年） - 東京駅改札内「駅弁屋 祭」で岡山駅弁の販売が始まる。
- 2018年（平成30年）
  - 8月 - 予讃線松山駅で駅弁販売が始まる。事業停止した鈴木商店からレシピを引き継ぎ、「松山名物醤油めし」を販売。
  - 9月 - 山陽新幹線広島駅で駅弁販売を開始。祭ずし発売45周年を記念して、「桃太郎の祭ずしプレミアム」を発売。
- 2022年（令和4年）7月29日 - 天満屋ストアの完全子会社となる[1]。

## 主な商品・店舗

### 駅弁

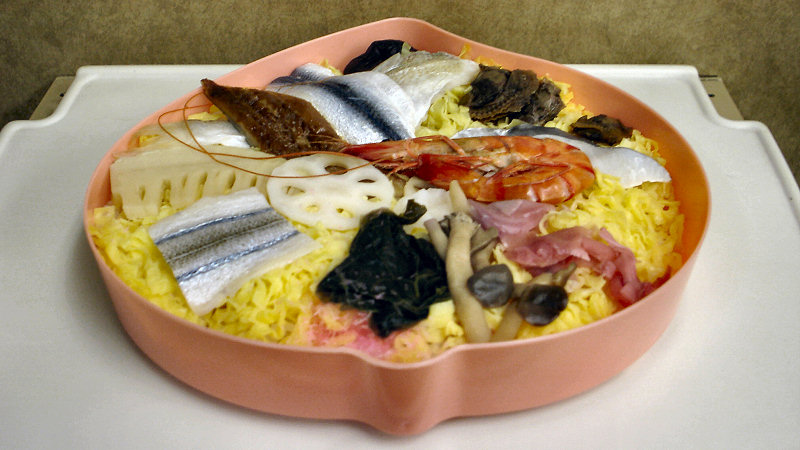
桃太郎の祭ずし

祭ずし
岡山の伝統的な料理「ばらずし」を駅弁としたもの。日持ちの関係から、寿司飯の中に干瓢などを混ぜることが出来ず、ご飯の中に具の混じっている「ばらずし」と差別化するため名称を変えようということになり、若林英治の発案により「祭ずし」と命名された。三好野本店はこの名称を商標登録している。
エビ、あさり、穴子、酢でしめた鰆、ママカリなどの海の幸と竹の子、椎茸、蓮根などの野菜を使い、錦糸卵を散らしている。
祭ずし系統の商品として、「桃太郎の祭ずし」「祭ずし 匠」「お祭り弁当（祭ずしとおかず折りの組み合わせ）」「八角祭弁当（祭ずしとおかずを八角のパッケージにまとめたもの）」などがある。2001年頃にはハドソンの『桃太郎電鉄』とコラボした「桃太郎電鉄まつりずし 〜すちゃらかトレインの旅〜」（パッケージデザイン：土居孝幸）が発売された。

### 駅弁以外の弁当
各種直販弁当のほか、以前は岡山県内のサークルKサンクスのコンビニ弁当の生産請負も行っていた。

### 店舗
- 飲食店
- 高速道路サービスエリア飲食店、売店（勝央サービスエリア上下線・蒜山高原サービスエリア上り線・七塚原サービスエリア上下線）を運営。